# Herb Bułgarii
Herb Bułgarii symbolizuje jej niepodległość. Głównym elementem herbu tego kraju jest złoty lew w koronie, umieszczony na tle czerwonej tarczy. Tarczę heraldyczną wieńczy korona z pięcioma krzyżami i dodatkowym krzyżem na szczycie. Tarczę podtrzymują dwa wspięte, złote lwy w koronach zamkniętych spoglądające w stronę tarczy; stoją one na gałęziach dębu. U dołu znajduje się wstęga obramowana trzema kolorami narodowymi (zob. flaga Bułgarii), a na niej napis Съединението прави силата (bułg. "Jedność daje siłę"). Herb został przyjęty w 1997 roku, wzorowany jest na herbie państwowym z lat 1930–46. 
Lew jest symbolem władzy, siły i odwagi. Wizerunek lwa używany był jeszcze w czasach tzw. pierwszego państwa bułgarskiego, jednak stosowanie tego symbolu jako godła kraju datuje się dopiero od XIV w.; najstarszy zachowany wizerunek lwa w tym charakterze pochodzi z roku 1420, tj. z czasu, gdy Bułgaria utraciła niepodległość i znajdowała się pod władzą Turcji.
Trzy lwy w herbie Bułgarii nawiązują do trzech krajów, jakie istniały na terenach dzisiejszej Bułgarii: Mezji, Tracji i Macedonii. 
Znajdująca się w herbie korona jest koroną używaną przez dynastię królewską Szyszmanowiczów – władców drugiej monarchii bułgarskiej (1185-1396), panujących w XIV w. - okresie największego rozkwitu kraju i szczytu politycznej potęgi. Użycie jej wizerunku w godle państwowym nawiązywać ma właśnie do tego okresu.

## GodłoLudowej Republiki Bułgarii
W okresie komunistycznym godło Bułgarii zostało pozbawione elementów monarchistycznych, uzupełniono je natomiast o typowe dla krajów socjalistycznych symbole: otaczające postać złotego lwa wieńce z kłosów, opasające je czerwone szarfy oraz znajdującą się między wierzchołkami wieńców czerwoną gwiazdę. Godło w tym okresie miało 3 wersje, różniące się pewnymi szczegółami. W wersji obowiązująca w latach 1944-1947 lew znajdował się na czerwonym tle, zaś wieniec z kłosów przepasany był wyłącznie czerwonymi szarfami. Po roku 1947 tło godła zastąpiono niebieskim, zaś obok czerwonej szarfy, symbolizującej ruch robotniczy, pojawiły się też szarfy w barwach narodowych Bułgarii. Wprowadzono też nowy element - złoty fragment koła zębatego, umieszczony pod lwem. Miało ono symbolizować przemysł. W obu tych wersjach na czerwonej szarfie znajdowała się data 9 IX 1944 (data powstania republiki ludowej). Po roku 1971 godło przeszło jeszcze jedną zmianę, tym razem drobną: datę 9 IX 1944 zastąpiono dwiema datami rocznymi : 681 i 1944. Miały to być dwie najważniejsze daty w historii narodu: pierwsza z nich to data rozpoczęcia podboju dzisiejszej Bułgarii przez Protobułgarów i powstania pierwszego państwa bułgarskiego, zaś druga - data rozpoczęcia budowy socjalizmu w kraju. Godło w tej wersji obowiązywało do 1990 r., potem zaprzestano jego używania. Przez kilka kolejnych lat, do roku 1997, Bułgaria nie posiadała oficjalnego godła.
W okresie powojennym godło socjalistycznej Bułgarii znajdowało się na fladze tego kraju.

## Galeria

Herb Bułgarii z XIV wieku
Herb Bułgarii z 1741
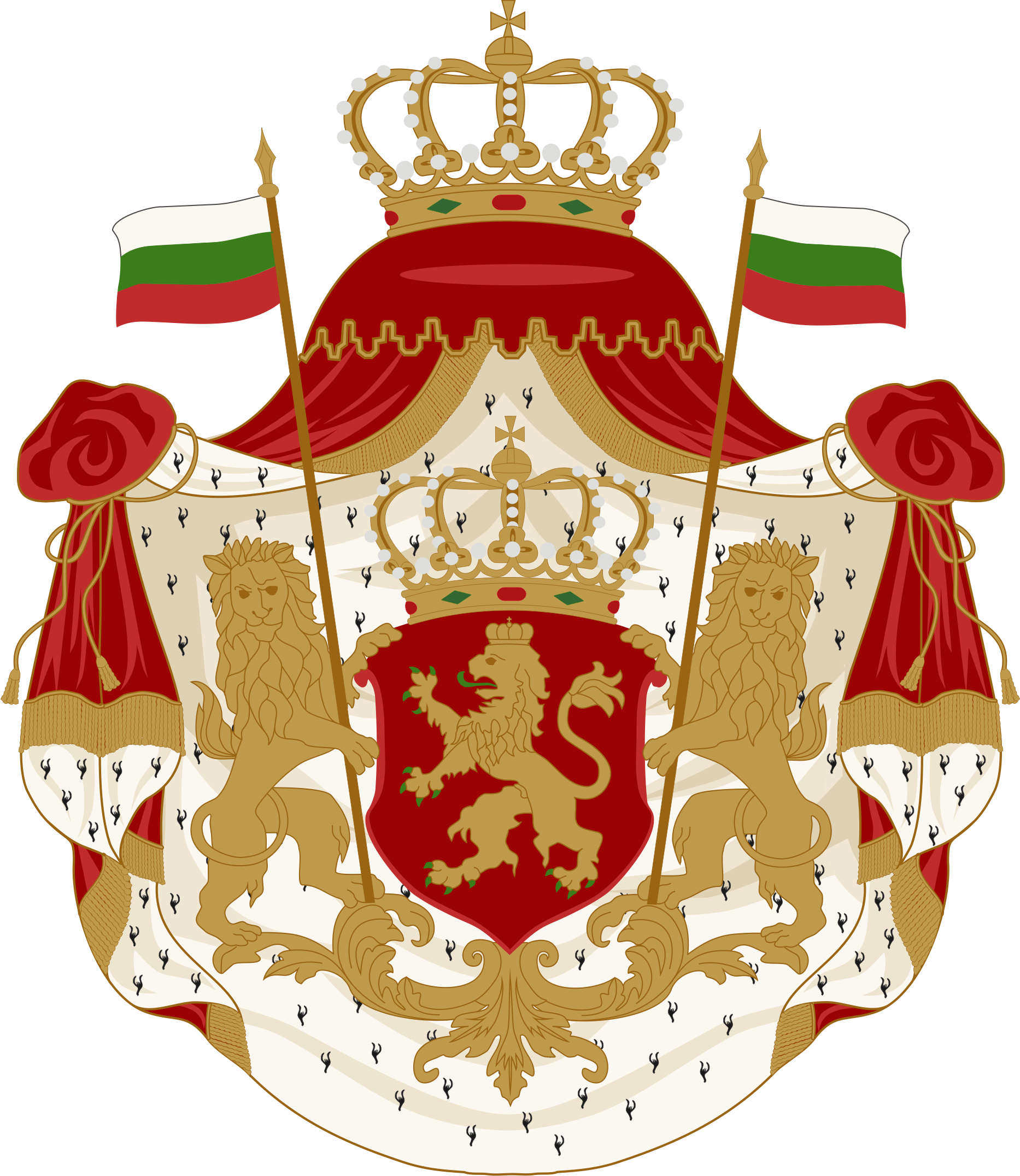
Herb Księstwa Bułgarii z lat 1881–1927
Herb Carstwa Bułgarii z lat 1927–1946, podstawa do opracowania współczesnego symbolu
Godło Ludowej Republiki Bułgarii, używane w latach 1946–1948
Godło Ludowej Republiki Bułgarii w 1948
Godło Ludowej Republiki Bułgarii, używane w latach 1948–1968
Godło Ludowej Republiki Bułgarii, używane w latach 1968–1971
Godło Ludowej Republiki Bułgarii, używane w latach 1971–1990
Godło Republiki Bułgarii, używane w latach 1990–1991